# 燈具
燈具包括燈體和燈座，燈座可以插上可替換的燈管或燈泡。燈具可能會包含外殼或反光片來導引光線。
不包括光源在內的配照器及附件

## 常見類型
- 檯燈
- 嵌燈
- 輕鋼架燈
- 軌道燈